# Victor Mansaray
Victor Mansaray (n. Freetown, Sierra Leona el 22 de febrero de 1997) es un futbolista estadounidense nacido en Sierra Leona. Juega de delantero y su equipo actual es el Seattle Sounders FC de la Major League Soccer norteamericana.

## Trayectoria

### Inicios
Victor Mansaray ingresó a la academia de los Seattle Sounders a mediados de la temporada 2012-2013 y jugó en 20 partidos, anotando 11 goles. La siguiente temporada, aún con el equipo sub-16, liderando al equipo con 18 goles en 24 partidos.

### Seattle Sounders
En noviembre de 2014, Mansaray se convirtió en el cuarto jugador de la academia los Seattle Sounders en fichar con el club, siendo el jugador más joven en firmar un contrato con el club a sus 17 años. El 21 de marzo de 2015, hizo su debut profesional con el club filial de la USL de los Sounders en la victoria 4–2 sobre el Sacramento Republic FC. Hizo su debut en la MLS una semana después en el empate 0–0 frente al FC Dallas.

## Clubes
| Club             | País           | Año             |
| ---------------- | -------------- | --------------- |
| Seattle Sounders | Estados Unidos | 2015 - Presente |

## Selección nacional

### Selecciones juveniles
Mansaray fue convocado a la selección sub-18 de los Estados Unidos por primera vez en agosto de 2014. Jugó dos partidos en un torneo amistoso disputado en la República Checa, frente a Hungría y Ucrania. Antes de decidirse a jugar por los Estados Unidos, Mansaray rechazó convocatorias para jugar para Sierra Leona y Jamaica.